# 蒲增繁
蒲增繁（1959年4月—），男，汉族，山东荣成人，中华人民共和国政治人物，曾任中华人民共和国司法部党组成员、中央纪委国家监委驻司法部纪检监察组组长。中共十九届中央纪委委员。